# NRENum.net
سرویس NRENum.net یک سرویس ENUM برای کاربر نهایی (end-user) است که توسط TERENA و سازمان‌های ملی پژوهشی و آموزشی شبکه (NREN) اجرا می‌شود، که عمدتاً برای دانشگاهیان است. NRENum.net به عنوان یک سرویس مکمل و یک جایگزین معتبر برای درخت ENUM طلایی در نظر گرفته می شود. دامنه nrenum.net به منظور ارائه زیرساخت در DNS برای ذخیره سازی اعداد E.164 در حال پر شدن است. سرویس NRENum.net شامل عملکرد سرور(های) نام دامنه ریشه Tier-0 و تفویض کدهای شهرستان به NRENum.net Registries است. NRENum.net یک علامت تجاری انجمن ثبت شده TERENA است.

## شرح خدمات
E.164 نگاشت شماره تلفن ( ENUM ) یک پروتکل استاندارد است که حاصل کار گروه کاری نگاشت شماره تلفن نیروی کار مهندسی اینترنت است. ENUM یک شماره تلفن را به نام دامنه ترجمه می کند. این به کاربران اجازه می‌دهد تا به استفاده از قالب‌های شماره تلفن موجود که با آن‌ها آشنا هستند ادامه دهند، در حالی که اجازه می‌دهد تماس با استفاده از DNS هدایت شود. این باعث می شود ENUM یک پیوند سریع، پایدار و ارزان بین سیستم های مخابراتی و اینترنت باشد.
RFC 3761 استفاده از Domain Name System برای ذخیره اعداد E.164 را مورد بحث قرار می دهد.  به طور دقیق تر، چگونه می توان از DNS برای شناسایی سرویس های موجود متصل به یک شماره E.164 استفاده کرد. RIPE NCC عملیات DNS را برای e164.arpa (معروف به درخت ENUM طلایی) مطابق با دستورالعمل های هیئت معماری اینترنت فراهم می کند.
سرویس NRENum.net یک سرویس ENUM کاربر نهایی است که توسط TERENA و NREN های شرکت کننده عمدتاً برای دانشگاه ها اجرا می شود. NRENum.net به عنوان یک سرویس مکمل و یک جایگزین معتبر برای درخت ENUM طلایی در نظر گرفته می شود. دامنه nrenum.net به منظور ارائه زیرساخت در DNS برای ذخیره سازی اعداد E.164 در حال پر شدن است. سرویس NRENum.net شامل عملیات سرورهای نام دامنه ریشه Tier-0 و تفویض کدهای شهرستان به NRENum.net Registries است. NRENum.net یک علامت تجاری انجمن ثبت شده TERENA است. NRENum.net خدماتی مانند Voice over IP و ویدئو کنفرانس را تسهیل می کند.
درخت NRENum.net به ساختار درختی اشاره دارد که در آن:
- سرورهای نام دامنه ریشه Tier-0 (از نظر فنی یک سرور اصلی و چندین سرور ثانویه که انعطاف پذیری را تضمین می کنند) توسط سازمان های میزبان اجرا می شوند و توسط تیم عملیات NRENum.net هماهنگ می شوند.
- سرورهای نام دامنه ردیف 1 توسط سازمان های ثبت NRENum.net (ملی یا منطقه ای) که مسئول کد(های) کشور تفویض شده هستند، اجرا می شوند.
- سطح 2 و زیرمجموعه های DNS پایین ممکن است پیاده سازی شوند که توسط خط مشی های خدمات ملی تنظیم می شوند.

رجیستری NRENum.net نهادی است که توسط تیم عملیاتی NRENum.net مجاز است سرور نام دامنه سطح 1 ملی یا منطقه‌ای را راه‌اندازی کند و مسئول کد(های) شهرستان تفویض شده باشد. در بسیاری از کشورها یک سازمان ملی تحقیقات و آموزش شبکه (NREN) وجود دارد که به عنوان ثبت کشور عمل می کند.
یک ثبت‌کننده NRENum.net مسئول ثبت شماره/بلوک در DNS ردیف 1 است و یک نهاد اعتبارسنجی شماره مسئول اعتبارسنجی شماره‌های تلفن E.164 است که باید ثبت شوند. NREN ممکن است همزمان نقش NRENum.net Registry، Registrar و Validation Entity را برای کد(های) کشور تفویض شده داشته باشد.
ثبت نام کننده (کاربر نهایی) دارنده شماره تلفن E.164 است. دارندگان شماره E.164 که می خواهند در لیست خدمات قرار گیرند باید با ثبت نام NRENum.net مربوطه تماس بگیرند.
تفویض شماره (بلوک) فرآیند فنی تخصیص کدهای کشور به ثبت ملی یا بلوک‌های شماره تحت کد کشور به کاربران نهایی است. ثبت شماره (بلوک) فرآیند فنی پیکربندی DNS و پر کردن آن با رکوردهای ENUM مناسب (یعنی افزودن رکوردهای NAPTR به DNS) از طریق ثبت کننده ها است.
ITU-T ساختار شماره شماره تلفن های معتبر E.164 را به شدت تنظیم می کند و بلوک های شماره را به مقامات ملی (رگولاتورهای مخابراتی) یا اخیراً به طور مستقیم به نهادهای جهانی اختصاص می دهد. مقامات ملی می توانند محدوده اعداد را بیشتر به اپراتورهای محلی در داخل کشور یا منطقه واگذار کنند. یک شماره مجازی یا ساختار اعداد E.164 غیر معتبر دارد (به عنوان مثال، بیشتر از 15 رقم) یا ساختار معتبری دارد اما به هیچ مقام یا اپراتور ملی اختصاص داده نمی شود. نهاد اعتبارسنجی شماره مسئول بررسی اعدادی است که باید در NRENum.net ثبت شوند.

## تاریخچه
ایده سرویس NRENum.net در سال 2006 مطرح شد.   NRENum.net در آگوست 2006 عملیاتی شد و توسط Bernie Höneisen، یکی از کارکنان SWITCH ، و Kewin Stöckigt، یکی از کارکنان AARNet ، به عنوان یک سرویس خصوصی، با پشتیبانی فنی SWITCH و شرکت کنندگان در TERENA Task Force اداره می شد. در سرویس های ارتباطی پیشرفته (TF-ECS). هنگامی که این گروه ضربت فعالیت های خود را در سال 2008 تکمیل کرد، TERENA موافقت کرد که هماهنگی سرویس NRENum.net را بر عهده بگیرد.  در آن زمان، 9 NREN به NRENum.net پیوسته بودند. این سرویس در سال‌های بعد به رشد خود ادامه داد و در مارس 2012 NRENum.net جهانی شد، زمانی که RNP از برزیل به عنوان چهاردهمین شرکت کننده و اولین شرکت خارج از اروپا به این سرویس پیوست.
در سال 2011، شرکت کنندگان تصمیم گرفتند که عملکرد سرور نام دامنه اصلی سرویس را به NIIF و عملکرد دو DNS ثانویه را به CARNET و SWITCH منتقل کنند. در سال 2013، Internet2 ، AARNet و NORDUnet سرورهای نام دامنه ثانویه اضافی را برای مناطق خود راه اندازی کردند، در نتیجه توزیع جهانی بردهای DNS را تکمیل کردند و انعطاف پذیری زیرساخت NRENum.net را به سطح بالایی رساندند.

## نظارت
TERENA یک ساختار مدیریت جهانی سبک وزن ایجاد کرده است. کمیته جهانی NRENum.net حکومتی (GNGC) بالاترین سطح سازمان استراتژیک است که مسئول تعریف کلی سرویس NRENum.net، پایداری و استراتژی بلند مدت است. این شامل تدوین و توصیه اصول و سیاست های حاکمیت خدمات است. اعضای آن توسط NRENum.net Registries در مناطق مختلف جهان نامزد شده و توسط TERENA منصوب می شوند. GNGC از دو عضو به نمایندگی از اروپا، دو نماینده منطقه آسیا و اقیانوسیه و دو نماینده از قاره آمریکا تشکیل شده است.
تیم عملیات NRENum.net مسئول عملیات روزانه DNS های ریشه Tier-0 و رسیدگی به درخواست های تفویض کد کشور است. ممکن است مسائل فنی یا سیاستی را برای بحث به GNGC تشدید کند.
TERENA مسئول اطمینان از عملکرد صحیح و ایمن سرویس NRENum.net توسط تیم عملیاتی NRENum.net و مدیریت GNGC است. TERENA همچنین از توسعه پیشرفت‌های فنی سرویس NRENum.net پشتیبانی می‌کند و استقرار NRENum.net را در سراسر جهان ترویج می‌کند.
1. ↑  "NRENum.net and eduCONF call for working group participation". 20 November 2012. Retrieved 29 September 2013.
2. ↑  "NRENum.net service goes global, recognised as viable alternative to e164.arpa for academia". 15 May 2012. Retrieved 29 September 2013.
3. ↑  "NRENum.net service mandate extended". 29 April 2011. Retrieved 28 September 2013.
4. ↑  "NRENUM.net training at TNC2013 marks maturing of service". 6 May 2013. Retrieved 28 September 2013.
5. 1 2  "NRENum.net service policy and new global governance". 1 October 2013. Retrieved 1 October 2013.
6. ↑  "Global NRENum.net Service Policy, Operations and Governance" (PDF). 26 September 2013. Retrieved 27 September 2013.[پیوند مرده]